# Байжигитова, Айнаш
Айна́ш Байжиги́това (1914 — 1997) — передовик советской рыбной промышленности, резальщица Гурьевского рыбоконсервного комбината имени Ленина, Герой Социалистического Труда (1960).

## Биография
Родилась в 1914 году в селе Редуть, ныне Махамбетского района Атырауской области.
Трудовую деятельность начала в 1931 году. Сначала стала работать чистильщиком рыбы на промысле. Солила и вялила здесь рыбу, больше частиковую. В пересменку или когда сырья не было, помогала строителям сооружать Гурьевский рыбоконсервный комбинат. С завершением строительства консервного цеха, стала трудиться в рыборазделочном отделении резальщицей. 6 ноября 1933 года пищевой гигант дал свою первую продукцию. Первыми зачинателями стахановского движения в Гурьевском округе были в 1936 году рабочие рыбоконсервного комбината, среди них и хрупкая девушка Айнаш. В 1938 году была награждена значком «Отличник рыбной промышленности СССР».
Во время Великой Отечественной войны Байжигитова продолжала работать на рыбоконсервном комбинате. Трудилась и день и ночь, без выходных и отгулов. Перерабатывали рыбную продукцию, зная что все консервы идут на фронт. В это же время цех освоил ещё и выпуск новых изделий, стали выпускать сухари, концентраты для солдат. Всю готовую продукцию самим работникам приходилось доставлять за несколько километров к вагонам, производить погрузочные работы. В годы войны выработка увеличилась почти в четыре раза.
В послевоенные годы стала победителем в личном социалистическом соревновании, выполнив обязательства на 180 процентов.
Указом Президиума Верховного Совета СССР от 7 марта 1960 года в ознаменование 50-летия Международного женского дня, за выдающиеся достижения в труде и особо плодотворную общественную деятельность Айнаш Байжигитовой было присвоено звание Героя Социалистического Труда с вручением ордена Ленина и медали «Серп и Молот».
Неоднократно направлялась в командировку на другие предприятия отрасли для передачи опыта разделки рыбы. Инициатор предложения по объединению процесса дочистки и разделки сырья, что дало прирост производительности на 25 процентов и большую экономию. Одной из первых она стала ударницей коммунистического труда. Проработав более полувека в коллективе, воспитала десятки передовиков производства, получила звание лучшей наставницы.
Избиралась депутатом районного и областного Советов народных депутатов, была членом Балыкшинского райкома и Гурьевского обкома компартии Казахстана. Делегат IХ съезда компартии Казахской ССР.
Рано похоронила супруга, дочь и двоих сыновей. Сумела выстоять в своём страшном горе и всю свою материнскую любовь перенесла на младшего сына, на внуков и невестку.
Проживала в городе Атырау. Умерла в 1997 году.

## Награды
За трудовые успехи была удостоена:
- золотая звезда «Серп и Молот» (07.03.1960);
- орден Ленина (07.03.1960);
- Орден Октябрьской Революции (26.04.1971);
- два ордена Трудового Красного Знамени (26.02.1974, 17.03.1981);
- другие медали.
- значок «Отличник рыбной промышленности СССР».
- «Заслуженный работник промышленности Казахской ССР».
- «Почетный гражданин Атырауской области» (2010, посмертно).

## Память
- Именем Героя Социалистического Труда названа одна из улиц посёлка Балыкши города Атырау.